# Burnin live
Burnin Live er et livealbum, der blev udgivet Burnin Red Ivanhoe med liveoptagelser fra 1971-72 optaget i Aalborghallen, Krogerup Højskole i Humlebæk, Bergen og Oslo. Det udkom på LP og kassettebånd. Brevet hjem er dog en studieoptagelse fra København i 1970. Den udkom første gang i 1974 på kassettebånd og blev distribueret af Karsten Vogel. I 1991 blev den udgivet på LP af Danish Music Archives med titlen: Burnin Live Ins No. 2.

## Indhold
1. "Bareback Rider" (Vogel) 9:43
2. "W.W.W." (Vogel) 4:17
3. "Avez-Vous Kaskelainen?" (Vogel) 3:56
4. "Flekkefjordsfløjter" (Burnin Red Ivanhoe) 3:25
5. "Brevet hjem" (Vogel) 3:23
6. "Lidt af hvert" (Burnin Red Ivanhoe) 1:40
7. "Helena, min elskede" (Vogel) 5:07
8. "Elsker du mig" (Burnin Red Ivanhoe) 3:11
9. "Medardus" (Vogel) 11:30

Totaltid: 46:30